# Мемфис (Небраска)
Мемфис (енгл. Memphis) град је у америчкој савезној држави Небраска.

## Демографија
По попису из 2010. године број становника је 114, што је 8 (7,5%) становника више него 2000. године.
| Група             | 2000.      | 2010.       |
| Белци             | 96 (90,6%) | 109 (95,6%) |
| Афроамериканци    | 0 (0,0%)   | 0 (0,0%)    |
| Азијати           | 0 (0,0%)   | 0 (0,0%)    |
| Хиспаноамериканци | 4 (3,8%)   | 5 (4,4%)    |
| Укупно            | 106        | 114         |